# Поліаморія

Емблема поліаморії: знак нескінченності на тлі серця

Поліаморія (дав.-гр. πολύς — численний і лат. amor — кохання) — система етичних поглядів на кохання, яка припускає можливість існування множинних любовних стосунків у однієї людини з кількома людьми (а також між декількома людьми) одночасно, з дозволу і схвалення всіх учасників цих стосунків. Поліаморією також називають практику любовних стосунків, що втілює ці погляди в дійсності.
Люди, що ідентифікують себе поліаморами, можуть вірити у вільні стосунки зі свідомим управлінням ревнощами, та відкинути думку про те, що ексклюзивність сексу та відносин необхідна для глибоких, відданих та довготривалих любовних стосунків. Інші вважають за краще обмежувати свою сексуальну активність лише членами групи, закриті поліамористичні стосунки, які зазвичай називають поліфільністю.

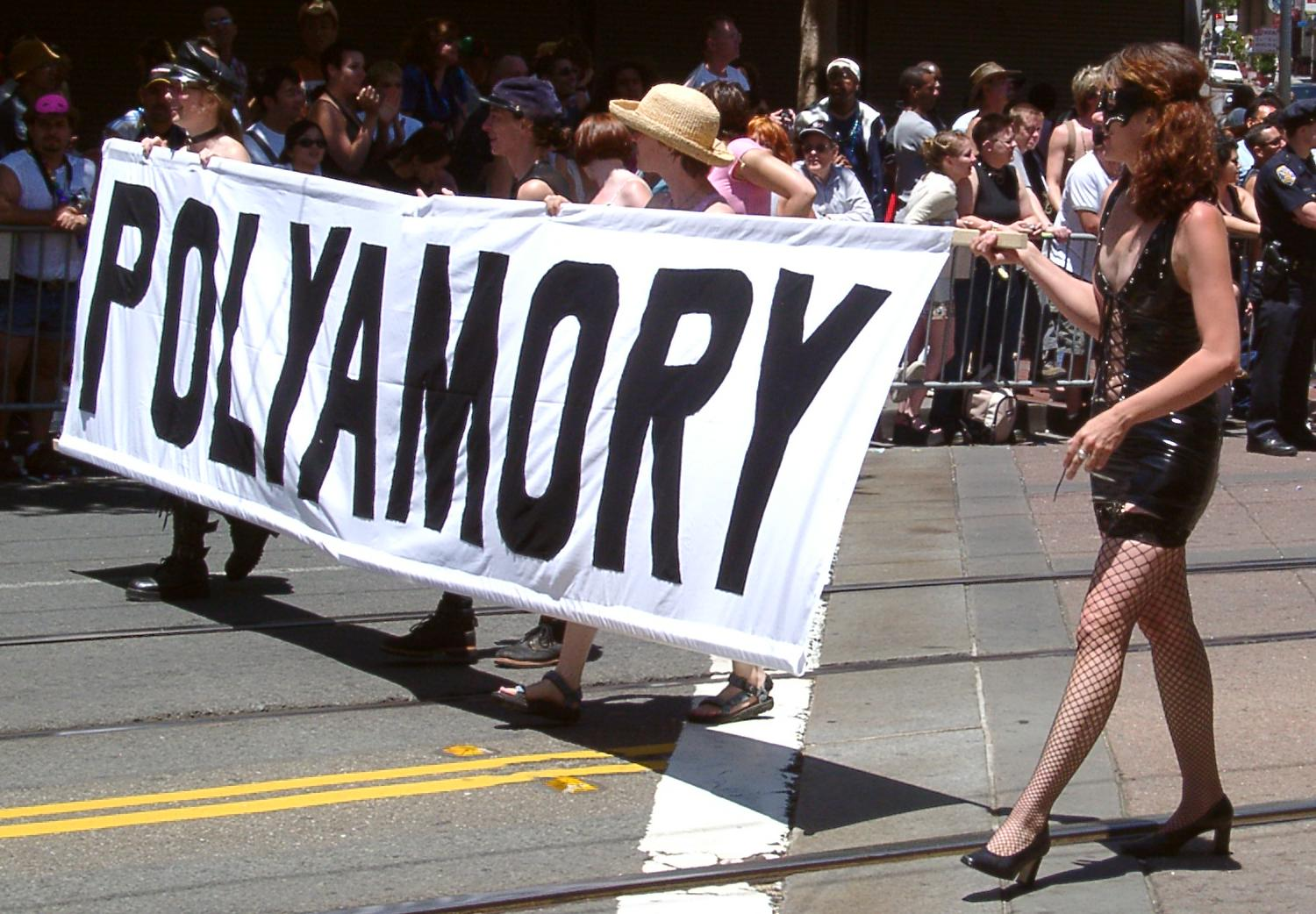
Парад поліаморного контингенту у Сан Франциско

Поліаморія стала загальним терміном для різних форм немоногамних, багатопартнерських стосунків, або невиключних сексуальних або романтичних відносин. Його використання відображає вибір та філософію залучених індивідів, але зі збереженням тем або цінностей, таких як любов, близькість, чесність, доброчесність, рівність, комунікація та відданість.

## Термінологія
Слово поліамор вперше з’явилось у статті лідерки неоязичницької спільноти Морнін Глорі Зелл-Ревенхат «Букет закоханих», опублікованій як "poly-amorous" у травні 1990 року в журналі «Green Egg Magazine». 
У 1999 Оксфордський словник англійської мови пропонує ввести як першу перевірену появу цього слова створену у травні 1992 року Дженніфер Л. Весп  новинну групу у Юзнеті alt.polyamory. Редактор Оксфордського словника попросив Зелл-Рейвенхарт дати визначення терміна, і вона надала його для британської версії як "практика, стан або здатність мати кілька сексуальних любовних відносин одночасно, з повними знаннями та згодою всіх залучених партнерів". Слова "поліаморія", "поліамор" та "поліаморіст" були додані до Окфордського словника у 2006 р. 
Деякі довідкові роботи, наприклад як Oxford Living Dictionaries, Cambridge Advanced Learner's Dictionary & Thesaurus і Dictionary.com визначають "поліаморію" як форму відносин (будь то міжособистісних, романтичних чи сексуальних), що включає декількох людей за згодою всіх залучених,  Деякі критикували дефініцію Меріам-Вебстер про поліаморію, яка визначає цей термін як "стан або практика більш ніж одних  відкритих романтичних стосунків одночасно", через відсутність "життєво важливої складової": згоди.